# Skälmarnas marknad
Skälmarnas marknad är en amerikansk-brittisk äventyrs-komedifilm från 1953 i regi av John Huston. Filmen handlar om några svindlare på väg till Afrika under täckmantel.

## Rollista i urval
- Humphrey Bogart – Billy Dannreuther
- Jennifer Jones – Gwendolen Chelm
- Gina Lollobrigida – Maria Dannreuther
- Robert Morley – Peterson
- Peter Lorre – Julius
- Edward Underdown – Harry Chelm
- Bernard Lee – Jack Clayton